# Narodna Odbrana
Narodna Odbrana (serbiska "Nationellt försvar") var en storserbisk organisation, bildad 1908 efter Österrike-Ungerns annektering av Bosnien och Hercegovina.
Norodna Obrana arbetade energiskt före första världskriget i Österrike-Ungern i intimt samarbete med andra storserbiska organisationer. Den anklagades öppet juni 1914 för mordet på ärkehertig Frans Ferdinand. Efter 1918 kom Narodna Odbranas system att sammanfalla med den centralistiska enhetspolitiken i Jugoslavien gentemot speciellt kroaternas autonomisträvanden.